# استرلینگ هیندس
استرلینگ هیندس (انگلیسی: Sterling Hinds؛ زادهٔ ۳۱ اکتبر ۱۹۶۱) ورزشکار دو و میدانی اهل کانادا است.
وی در مسابقات کشوری و بین‌المللی در مجموع برندهٔ ۱ مدال نقره، ۱ مدال برنز شده‌است.